# Reyero (kommunhuvudort)
Reyero är en kommunhuvudort i Spanien.   Den ligger i provinsen Provincia de León och regionen Kastilien och Leon, i den norra delen av landet, 300 km norr om huvudstaden Madrid. Reyero ligger 1 152 meter över havet och antalet invånare är 141.
Terrängen runt Reyero är kuperad. Runt Reyero är det ganska glesbefolkat, med 31 invånare per kvadratkilometer. Närmaste större samhälle är Cistierna, 17,2 km söder om Reyero. I omgivningarna runt Reyero växer i huvudsak blandskog.